# IP Весов
IP Весов (лат. IP Librae), HD 137320 — двойная звезда в созвездии Весов на расстоянии (вычисленном из значения параллакса) приблизительно 375 световых лет (около 115 парсеков) от Солнца. Видимая звёздная величина звезды — от +10,15m до +9,97m.

## Характеристики
Первый компонент — жёлтый карлик, вращающаяся переменная звезда типа BY Дракона (BY:) спектрального класса G5/6V.